# Udham Singh
Pour les articles homonymes, voir Singh.
Cet article concerne un révolutionnaire indien. Pour le joueur indien de hockey sur gazon, voir Udham Singh (hockey sur gazon).
Udham Singh (né le 26 décembre 1899 – mort le 31 juillet 1940) est un révolutionnaire indien. Personnalité marquante du mouvement pour l'indépendance de l'Inde, il est connu pour avoir assassiné Michael O'Dwyer (en) le 13 mars 1940 dans le cadre d'une vengeance à la suite du massacre d'Amritsar. On réfère parfois à lui comme étant le Shaheed-i-Azam Sardar Udham Singh, l'expression « Shaheed-i-Azam » (ourdou : شهید اعظم) signifiant « le grand martyr ».
Le district d'Udham Singh Nagar, de l’État de l'Uttarakhand, est nommé en son honneur.

## Jeunesse
Udham Singh naît Sher Singh le 26 décembre 1899 à Sunam, dans le district de Sangrur du Pendjab, en Inde. Son père, Sardar Tehal Singh Jammu, est surveillant de croisée de chemin de fer dans le village d'Upalli[réf. souhaitée]. Sa mère meurt en 1901 et son père, en 1907[réf. souhaitée].
Après la mort de son père, Singh et son frère aîné Mukta Singh intègrent l'orphelinat à Amritsar. Il y est initié au sikhisme et est rebaptisé Udham Singh.

## Massacre d'Amritsar
Le 10 avril 1919, certains leaders rattachés au Indian National Congress, dont Satya Pal et Saifuddin Kitchlew (en), sont arrêtés d'après les modalités du Rowlatt Act. Les troupes britanniques tirent sur les manifestants, ce qui mène à une émeute au cours de laquelle des banques britanniques sont brûlées et quatre Européens sont tués. Le 13 avril, environ vingt mille manifestants sont rassemblés à Jallianwala Bagh (en), Amritsar. Avec des amis de l'orphelinat, Singh sert de l'eau à la foule[réf. à confirmer].
Des troupes britanniques, sous la direction du brigadier-général Reginald Dyer, sont envoyées pour ramener l'ordre. Dyer ordonne à ses troupes de faire feu à volonté, sans sommation, sur la foule de Jallianwala Bagh. La seule issue étant bloquée par les soldats, les manifestants tentent de s'échapper en escaladant les murs du parc ou en sautant dans le puits. Environ 379 personnes sont tuées et 1 200 sont blessées, bien que ces chiffres soient contestés,.
Singh est profondément marqués par les événements. Le gouverneur du Punjab, Michael O'Dwyer (en), soutient Dyer et Singh le considère comme responsable du massacre.

## Filmographie
- 2021 : Sardar Udham (en)